# Принцип нерозрізнюваності частинок
Принцип нерозрізнюваності частинок — одне з основних тверджень квантової механіки, згідно з яким частинки однакового роду жодним чином не можливо розрізнити між собою й проіндексувати.
На відміну від класичної фізики, у квантовій механіці положення частинки не є чітко визначеним у просторі. Ймовірність знайти частинку в тій чи іншій точці задається квадратом абсолютного значення хвильової функції. Тому, кожна із однакових часток має певну ймовірність перебувати в якій-небудь визначеній точці простору. За таких умов неможливо розрізнити, яку з них ми бачимо. Якщо в класичній фізиці частинки однакові, ми все ж можемо подумки присвоїти кожній із них номер і відслідковувати їхні траєкторії. У квантовій механіці це неможливо.

## Симетричні й антисиметричні хвильові функції
Умова нерозрізнюваності частинок накладає додаткові вимоги на хвильову функцію багаточастинкової системи. Ймовірність знайти частинку в заданій точці не повинна залежати від довільно присвоєного цій частинці індексу. Тобто, у разі зміни індексування ймовірність має залишитися тією ж.
Взаємодія між частинками залежить від віддалі між ними, і в разі перестановки не змінюється. 
Наприклад, електрон, позначений індексом 1, взаємодіє із електроном, позначеним індексом 2, вносячи вклад до потенційної енергії квантомеханічної системи {\displaystyle {\frac {e^{2}}{r_{12}}}}. Якщо змінити нумерацію, і позначити перший електрон індексом 2, а другий електрон індексом 1, то цей внесок до потенційної енергії не зміниться.
Схоже твердження справедливе стосовно хвильової функції. Внаслідок перестановок частинок імовірність знайти частинку визначеного сорту в будь-які точці простору не повинна змінитися. Але хвильова функція задає лише амплітуду ймовірності, тож після перестановки частинок хвильова функція може залишитися такою ж, або ж змінити знак на протилежний. Зміна знаку хвильової функції не впливає на ймовірність.
Таким чином, у квантовій механіці існує два види частинок. Для одного з них знак хвильової функції не змінюється від перестановки частинок. Такі частинки називають бозонами.
Частинки, для яких хвильова функція внаслідок перестановки змінює знак, називають ферміонами.

## Власні значення оператора перестановок
Формально твердження попереднього параграфа доводиться наступним чином.
Назвемо оператором перестановок таку дію на будь-яку багаточастинкову хвильвову функцію, яка переставляє 
індекси частинок.
{\displaystyle {\hat {\Pi }}_{i,j}\psi (\mathbf {r} _{1},\mathbf {r} _{2},...,\mathbf {r} _{i},...,\mathbf {r} _{j},...,\mathbf {r} _{N})=\psi (\mathbf {r} _{1},\mathbf {r} _{2},...,\mathbf {r} _{j},...,\mathbf {r} _{i},...,\mathbf {r} _{N})}
Оператор перестановок комутує із гамільтоніаном
{\displaystyle [{\hat {\Pi }}_{i,j},{\hat {H}}]=0.}
Отже, оператор перестановок має спільні з гамільтоніаном власні функції.
Нехай {\displaystyle \psi } - власна функція оператора перестановок із певним власним числом 
{\displaystyle \lambda }
{\displaystyle {\hat {\Pi }}_{i,j}\psi =\lambda \psi }.
Вочевидь, повторна дія оператора перестановок на функцію повертає її до початкового виду, а тому
{\displaystyle {\hat {\Pi }}_{i,j}{\hat {\Pi }}_{i,j}\psi =\lambda ^{2}\psi =\psi }
Звідси отримуємо рівняння для знаходження {\displaystyle \lambda }
{\displaystyle \lambda ^{2}=1}
Два можливі розв'язки цього рівняння
{\displaystyle \lambda =1} та
{\displaystyle \lambda =-1},
а отже при перестановці частинок хвильова функція або залишається незмінною або міняє знак.

## Значення
Нерозрізнюваність часток у квантовій механіці приводить до існування особливої квантової статистики, різної для ферміонів і бозонів. Ферміони підпорядковуються статистиці Фермі-Дірака, бозони - статистиці Бозе-Ейнштейна.
Антисиметричність хвильової функції електронів має наслідком утворення ковалентних зв'язків (спарювання валентних електронів) у хімічних сполуках.